# هاسامي
هاسامي هي بلدية في اليابان، وبلدة في اليابان، تقع في ناغاساكي، ومقاطعة هيغاشيسونوجي، بلغ عدد سكانها 14,694 نسمة وذلك حسب إحصائيات سنة 2018، تبلغ مساحتها 56.00 كيلومتر مربع.

## أعلام
- هيرواكي إيواناغا